# Combate de Miranda
O combate de Miranda foi um embate militar entre forças brasileiras e paraguaias após o fim da Guerra do Paraguai, travado no dia 4 de abril de 1870 e estendendo-se até o dia 8, quando as forças restantes paraguaias se renderam.

## Contexto
Antes da Batalha de Cerro Corá, ocorrida em 1 de março de 1870, Solano López havia ordenado ao general Bernardino Caballero que procurasse animais vacuns e cavalares na Colônia Militar de Dourados, em território brasileiro. O general paraguaio e cerca de 100 soldados atravessaram a fronteira paraguaia-brasileira pelo rio Apa em 12 de fevereiro. A notícia da derrota de Solano López não chegou ao conhecimento do general Caballero, e este continuou a busca por provisões ao longo do mês de março. Durante o combate em Cerro Corá, uma força destacada da coluna do general José Antônio Correia da Câmara, sob comando do coronel Bento Martins, foi designada para fechar o cerco sobre López no rio Apa, para impedir uma eventual fuga do presidente paraguaio para lá.

## Combate
Com a morte de López, a guerra estava terminada. Contudo, as forças brasileiras do coronel Martins se voltaram contra os paraguaios que estavam em território brasileiro. Bernardino Caballero se encontrava próximo da Colônia Militar de Miranda em uma fazenda chamada de Cândido Oliveira. No dia 4 de abril de 1870, as tropas brasileiras os encontraram lá e iniciaram o ataque sobre eles, derrotando-os e alguns restantes fugindo do campo de batalha. Na pressa em fugir, o general Bernardino Caballero perdeu a sua espada. As forças do coronel Martins partiram no encalço deles. Uma divisão destas forças, sob a liderança do major Francisco Marques Xavier, encontrou o general Caballero e 54 restantes de sua coluna próximo da vila de Bela Vista no dia 8. As tropas brasileiras se preparavam para atacar quando o general paraguaio decidiu se render após ser convencido da morte do marechal Solano López. Estes foram os últimos paraguaios a se renderem.